# ロバート・F・ヤング
ロバート・F・ヤング（Robert Franklin Young、1915年6月8日 - 1986年6月22日）は、アメリカ合衆国の小説家、SF作家。叙情的で優しい、気恥ずかしいほどストレートに愛を語るロマンティックな作風が特徴。作風はジャック・フィニイ、レイ・ブラッドベリやシオドア・スタージョンと類比されることもある。代表作は短編の『たんぽぽ娘』、『ジョナサンと宇宙クジラ』 (Jonathan and the Space Whale) 、『いかなる海の洞に』 (In what Cavern of the Deep) など。

## 経歴
1915年6月8日、ニューヨーク州シルバークリーク (Silver Creek, New York) に生まれる。1941年に結婚し、翌年に長女が生まれる。第二次世界大戦で3年半の間、陸軍に従軍した。戦後は進駐軍のMPとして名古屋にいたことがある。
37歳のときに『スタートリング・ストーリーズ』誌1953年6月号に"The Black Deep Thou Wingest"が掲載され作家としてデビューする。以降、各誌に多くの短編を寄稿した。
「リトル・ドッグ・ゴーン」（Little Dog Gone）は1965年のヒューゴー賞 短編小説部門にノミネートされた。生涯に発表した短編はおよそ200編、長編は"Starfinder"（1980年）、"The Last Yggdrasill"（1982年）、"Eridahn"（1983年）、"The Vizier's Second Daughter"（1985年）の4作、および短編 "The Quest of the Holy Grille"（1964年）を長編化してフランスでのみ刊行された "La Quete de la Sainte Grille"（1975年）がある。
1986年6月22日逝去。享年71。

## 日本での受容
『ビブリア古書堂の事件手帖』（三上延）3巻で短編「たんぽぽ娘」を収録し表題作とした集英社コバルト文庫の短編集『たんぽぽ娘 海外ロマンチックSF傑作選2』（1980年刊、風見潤編）が採り上げられ、これを原作とする剛力彩芽主演のテレビドラマ『ビブリア古書堂の事件手帖』が2013年に放映されたことで、該当の古書価格が急騰した。またこのドラマ化を機に、「たんぽぽ娘」を含む短編集が刊行されることになった。

## 著書（日本語訳）

### 長編
- 『時が新しかったころ』（Eridahn）東京創元社 創元SF文庫、2014年3月、中村融訳
- 『宰相の二番目の娘』（The Vizier's Second Daughter）東京創元社 創元SF文庫、2014年10月、山田順子訳

### 短編集（日本で独自編集）
- 『ジョナサンと宇宙クジラ』早川書房 ハヤカワ文庫SF、1977年6月 ISBN 4-15-010245-7（新装版 2006年10月 ISBN 978-4-15-011584-5）伊藤典夫編訳
  - 収録作品：「九月は三十日あった」「魔法の窓」「ジョナサンと宇宙クジラ」「サンタ条項」「ピネロピへの贈りもの」「雪つぶて」「リトル・ドッグ・ゴーン」「空飛ぶフライパン」「ジャングル・ドクター」「いかなる海の洞に」
- 『ピーナツバター作戦』青心社、1983年11月（新装版 2006年12月）、桐山芳男編集
  - 収録作品：「星に願いを」「ピーナツバター作戦」「種の起源」「神の御子」「われらが栄光の星」
- 『たんぽぽ娘』河出書房新社、2013年5月（河出文庫 2015年1月）、伊藤典夫編訳
  - 収録作品：「特別急行がおくれた日」「河を下る旅」「エミリーと不滅の詩人たち」「神風」「たんぽぽ娘」「荒寥の地より」「主従問題」「第一次火星ミッション」「失われし時のかたみ」「最後の地球人、愛を求めて彷徨す」「11世紀エネルギー補給ステーションのロマンス」「スターファインダー」「ジャンヌの弓」
- 『たんぽぽ娘』（短編「たんぽぽ娘」のみ収録）復刊ドットコム、2013年5月
- 『時をとめた少女』早川書房 ハヤカワ文庫SF、2017年2月、小尾芙佐他訳、ISBN 978-4-15-012115-0
  - 収録作品：「わが愛はひとつ」「妖精の棲む樹」「時をとめた少女」「花崗岩の女神」「真鍮の都」「赤い小さな学校」「約束の惑星」